# Comuna Pietroșița, Dâmbovița
Pietroșița este o comună în județul Dâmbovița, Muntenia, România, formată din satele Dealu Frumos și Pietroșița (reședința).

## Așezare
Comuna este așezată pe valea Ialomiței, de-a lungul șoselei naționale DN71, care leagă Târgoviște de Sinaia, la 118 km de București, 36 km de Târgoviște, 15 km de Pucioasa și 26 km de Sinaia. Ea este punctul terminus al liniei de cale ferată Târgoviște–Pietroșița.
Pietroșița este așezată într-o zonă muntoasă (650 m altitudine) cu împrejurimi de păduri de brad și fag brăzdată de la nord la sud de râul Ialomița. Recunoscută încă din anii 1936 ca stațiune balneoclimaterică. Pășunile și fânețele din hotarele comunei ocupă jumătate din suprafața agricolă a comunei și favorizează creșterea vitelor. Cealaltă jumătate este plantată cu pomi fructiferi: pruni, meri, peri, în cea mai mare parte și cireși, vișini și piersici. Fiind aproape de munte, deseori primăvara florile pomilor sunt distruse de câte o zăpadă târzie sau de îngheț, care, deseori, vine și în luna mai.

## Demografie
Componența etnică a comunei Pietroșița
     Români (96,47%)
     Alte etnii (0%)
     Necunoscută (3,53%)
Componența confesională a comunei Pietroșița
     Ortodocși (95,78%)
     Alte religii (0,53%)
     Necunoscută (3,69%)
Conform recensământului efectuat în 2021, populația comunei Pietroșița se ridică la 3.006 locuitori, în scădere față de recensământul anterior din 2011, când fuseseră înregistrați 3.170 de locuitori. Majoritatea locuitorilor sunt români (96,47%), iar pentru 3,53% nu se cunoaște apartenența etnică. Din punct de vedere confesional, majoritatea locuitorilor sunt ortodocși (95,78%), iar pentru 3,69% nu se cunoaște apartenența confesională.

## Politică și administrație
Comuna Pietroșița este administrată de un primar și un consiliu local compus din 11 consilieri. Primarul, Ion Dicu[*], de la Partidul Social Democrat, este în funcție din 2008. Începând cu alegerile locale din 2024, consiliul local are următoarea componență pe partide politice:
|  | Partid                    | Consilieri | Componența Consiliului | Componența Consiliului | Componența Consiliului | Componența Consiliului | Componența Consiliului | Componența Consiliului | Componența Consiliului |
|  | ------------------------- | ---------- | ---------------------- | ---------------------- | ---------------------- | ---------------------- | ---------------------- | ---------------------- | ---------------------- |
|  | Partidul Social Democrat  | 7          |                        |                        |                        |                        |                        |                        |                        |
|  | Partidul Național Liberal | 2          |                        |                        |                        |                        |                        |                        |                        |
|  | Alianța Dreapta Unită     | 2          |                        |                        |                        |                        |                        |                        |                        |

## Istoric
La sfârșitul secolului al XIX-lea, comuna făcea parte din plaiul Ialomița-Dâmbovița al județului Dâmbovița și avea în compunere satele Pietroșița și Valea Țâței, cu o populație totală de 1900 de locuitori. În comună funcționau o biserică și o școală, iar locuitorii se îndeletniceau cu producerea țesăturilor din lână, pe care le comercializau la Pucioasa și la Sinaia.
În 1925, Anuarul Socec consemnează comuna în plasa Pucioasa a aceluiași județ, cu satele Adunați, Pietroșița și Valea Țâții, cu o populație de 2520 de locuitori.
În 1950, comuna a trecut în compunerea raionului Pucioasa din regiunea Prahova, și apoi (după 1952) în cea a raionului Târgoviște din regiunea Ploiești. În 1968, ea a revenit la județul Dâmbovița, reînființat, satul Adunați fiind desființat și inclus în satul Dealu Frumos (fost Valea Țâței).

## Personalități născute aici
- Stelian Trandafirescu (1928 - 2020), jurnalist sportiv;
- Șerban Raicu (n. 1940), inginer, profesor universitar;
- Grigore Arbore (Grigore Popescu) (n. 1943), poet, publicist; a primit titlurile: Cavaler al Ordinului de Merit al Republicii Italiene (1982) și Cavaler al Ordinului Serviciu Credincios al României (2002).[12]